# 大原誠
大原誠（おおはら まこと、1937年10月24日 - 2018年10月6日）は、元NHKのディレクター。京都府出身。

## 来歴
1960年京都大学文学部イタリア文学科卒業後、NHKに入局。テレビ文芸部に所属し、大河ドラマなど数々のドラマ作品を演出。
1990年、NHKドラマスペシャル『不熟につき…』の演出で芸術選奨文部大臣賞を受賞。その他数々の賞を受賞している。
ディレクターを務めた大河ドラマ『草燃える』の家庭用VTRを16回分寄贈した。本業だけでなく、東京芸能学園高等部アクターズコース顧問も務めた。
NHK退職後は民放のドラマ演出を手掛けている。
2018年10月6日、肺癌のため死去。80歳没。

## その他
次男の大原拓もNHKに入局し、演出家となっている。

## 演出作品

### 大河ドラマ
- 花の生涯　＊演出助手[4]
- 樅ノ木は残った
- 元禄太平記
- 風と雲と虹と　＊チーフ演出[4]
- 草燃える　＊チーフ演出
- 徳川家康　＊チーフ演出
- 八代将軍吉宗　＊チーフ演出
- 元禄繚乱　＊チーフ演出

### その他
- 銀河ドラマ「霧の旗」（1972年、NHK）
- NHK新大型時代劇「真田太平記」（1985年-1986年）
- マドンナは春風にのって（1990年、NHK）
- 腕におぼえあり（1992年、NHK）
- 坊っちゃん -人生損ばかりのあなたに捧ぐ-（1994年、NHK）
- 狼女の子守唄（2002年、TBS系月曜ミステリー劇場[4]）
- 疑惑（2003年、テレビ朝日系土曜ワイド劇場[4]）
- 二十四の瞳（2005年、日本テレビ放送網）

## 著書
- 『NHK大河ドラマの歳月』日本放送出版協会、1985年7月20日。NDLJP:12275346。